# AAA-Saison 1911

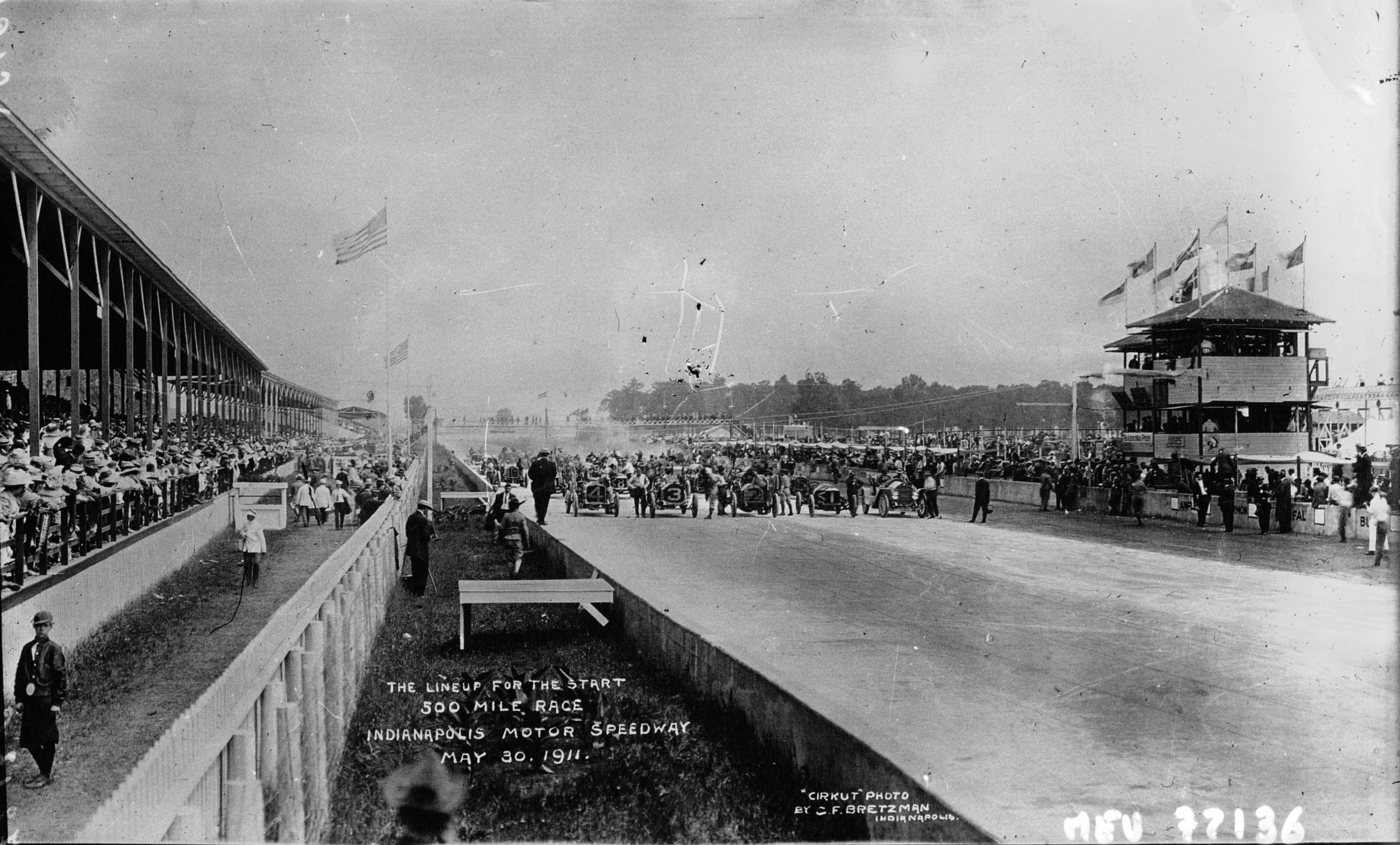
Kurz vor dem Start des ersten International 500 Mile Sweepstakes, heute besser bekannt als Indianapolis 500

Die AAA-Saison 1911 war die dritte offizielle Saison der nationalen Automobilmeisterschaft in den Vereinigten Staaten. Sie bestand aus 21 Rennen, die zwischen dem 22. Februar und dem 30. November ausgetragen wurden. Die Saison bestand aus einzelnen Rennen, ohne dass ein Meistertitel vergeben wurde.

## Rennergebnisse
Es gab 21 Rennen, die auf 9 Veranstaltungen verteilt waren. Der Große Preis von Amerika wurde vom Automobile Club of America (ACA) veranstaltet. Der Portola Road Race Course befand sich im San-Leandro-Tal. Die beiden Rennen in Jacksonville und Indianapolis waren Ovalkurse. Alle anderen Rennen fanden auf temporären Straßenkursen statt.
| Nr. | Datum               | Ort (Staat)             | Rennen / Rennstrecke                                                | Fahrzeugklasse                            | Distanz (mi / km) Runden  | Sieger            | Fahrzeug      |
| --- | ------------------- | ----------------------- | ------------------------------------------------------------------- | ----------------------------------------- | ------------------------- | ----------------- | ------------- |
| 01  | 22. Februar         | San Francisco (CA)      | Oakland Trophy Race Portola Road Race Course (T)                    | bis 300 cu in                             | 98,307 / 158,2 9 Runden   | Charles Bigelow   | Mercer        |
| 02  | 22. Februar         | San Francisco (CA)      | St. Francis Hotel Trophy Race Portola Road Race Course (T)          | 301–600 cu in                             | 152,922 / 246,1 14 Runden | Charles Merz      | National      |
| 03  | 22. Februar         | San Francisco (CA)      | Panama-Pacific Road Race Portola Road Race Course (T)               | Frei für all                              | 163,845 / 263,7 15 Runden | Bert Dingley      | Pope-Hartford |
| 04  | 28. März            | Jacksonville Beach (FL) | Jacksonville Race Pablo Beach (SO)                                  | bis 600 cu in und 2300 lbs Minimalgewicht | 100 / 160,9 20 Runden     | Louis Disbrow     | Pope-Hartford |
| 05  | 30. Mai             | Indianapolis (IN)       | International 500 Mile Sweepstakes Indianapolis Motor Speedway (ZO) | unbekannt                                 | 500 / 804,7 200 Runden    | Ray Harroun A     | Marmon        |
| 06  | 04. Juli            | Bakersfield (CA)        | Tevis Cup Trophy Race Bakersfield Road Race Circuit (T)             | unbekannt                                 | 156,1 / 251,2 13 Runden   | Harvey Herrick    | National      |
| 07  | 25. August          | Elgin (IL)              | Kane County Trophy Race Elgin Road Race Circuit (T)                 | 231–300 cu in                             | 169,46 / 272,7 20 Runden  | Hughie Hughes     | Mercer        |
| 08  | 25. August          | Elgin (IL)              | Illinois Trophy Race Elgin Road Race Circuit (T)                    | 301–450 cu in                             | 203,352 / 327,3 24 Runden | Don Herr          | National      |
| 09  | 25. oder 26. August | Elgin (IL)              | Elgin National Trophy Race Elgin Road Race Circuit (T)              | bis 600 cu in                             | 305,028 / 490,9 36 Runden | Len Zengel        | National      |
| 10  | 09. September       | Cincinnati (OH)         | Cincinnati Trophy Race Cincinnati Road Race Course (T)              | Frei für alle, bis 600 cu in              | 197,5 / 317,8 25 Runden   | Eddie Hearne      | Fiat          |
| 11  | 09. September       | Cincinnati (OH)         | Hamilton County Trophy Race Cincinnati Road Race Course (T)         | Serienfahrgestell, bis 300 cu in          | 150,1 / 241,6 19 Runden   | John Jenkins      | Cole          |
| 12  | 09. Oktober         | Philadelphia (PA)       | Philadelphia Race Fairmount Park (T)                                | 601-750 cu in                             | 202,5 / 325,9 25 Runden   | Erwin Bergdoll    | Benz          |
| 13  | 09. Oktober         | Philadelphia (PA)       | Philadelphia Race Fairmount Park (T)                                | 451-600 cu in                             | 202,5 / 325,9 25 Runden   | Ralph Mulford     | Lozier        |
| 14  | 09. Oktober         | Philadelphia (PA)       | Philadelphia Race Fairmount Park (T)                                | 301-450 cu in                             | 202,5 / 325,9 25 Runden   | Louis Disbrow     | National      |
| 15  | 09. Oktober         | Philadelphia (PA)       | Philadelphia Race Fairmount Park (T)                                | 231-300 cu in                             | 202,5 / 325,9 25 Runden   | Hughie Hughes     | Mercer        |
| 16  | 14. Oktober         | Santa Monica (CA)       | Dick Ferris Trophy Race Santa Monica Road Race Course (T)           | Frei für alle                             | 202,008 / 325,1 24 Runden | Harvey Herrick    | National      |
| 17  | 14. Oktober         | Santa Monica (CA)       | Leon Shettler Cup Race Santa Monica Road Race Course (T)            | Heavy Car Race, 301–450 cu in             | 151,506 / 243,8 18 Runden | Charles Merz      | National      |
| 18  | 14. Oktober         | Santa Monica (CA)       | Jepsen Trophy Race Santa Monica Road Race Course (T)                | Medium Car Race, 231–300 cu in            | 151,506 / 243,8 18 Runden | Bruce Keen        | Marmon        |
| 19  | 14. Oktober         | Santa Monica (CA)       | Chanslor & Lyon Trophy Race Santa Monica Road Race Course (T)       | Serienfahrgestell, 230 cu in              | 101,004 / 162,6 12 Runden | Louis Nikrent     | Buick         |
| 20  | 27. November        | Savannah (GA)           | Vanderbilt Cup Savannah-Effingham Raceway (T)                       | unbekannt                                 | 290,7 / 467,8 17 Runden   | Ralph Mulford     | Lozier        |
| 21  | 30. November        | Savannah (GA)           | Großer Preis von Amerika Savannah-Effingham Raceway (T)             | unbekannt                                 | 410,4 / 660,5 24 Runden   | David Bruce-Brown | Fiat          |

- Erklärung: T: temporärer Straßenkurs, SO: Strandoval, ZO: Ziegelsteinoval

A Von Runde 71 bis 102 fuhr Cyrus Patschke den Wagen.

## Kurzmeldungen

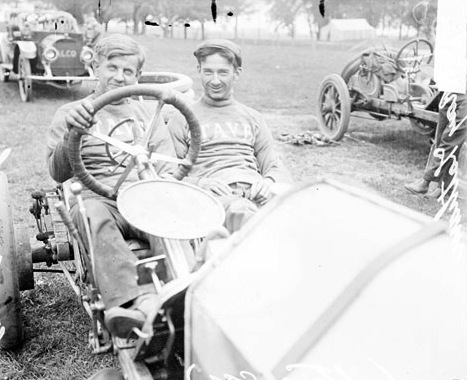
Fahrer Monckmeier und Mechaniker Latham in Elgin. Mechaniker fuhren zu jener Zeit im Rennen mit.

- Barney Oldfield saß eine einjährige Sperre für AAA-Rennen ab.[7]
- Charles Merz gewann das St. Francis Hotel Trophy Race ohne einen Reifenwechsel.[5]
- Das Panama-Pacific Road Race sollte ursprünglich über 19 Runden gehen. Wegen hereinbrechender Dunkelheit wurde es nach 15 Runden abgebrochen.[6]
- Das Rennen in Jacksonville fand gleichzeitig mit einem 1-Stunden-Rennen statt. Für das Meisterschaftsrennen gab es mindestens acht Starter, von denen bloß drei das Minimalgewicht erfüllten.[7]
- Beim Elgin National Trophy Race brach die Haupttribüne nach zwei Runden zusammen. Nach 35 Minuten wurde das Rennen neu gestartet. Bei einem Unfall in Runde 25 starb der Fahrer Dave Buck.[12]
- Bei den Rennen in Santa Monica starteten die Fahrzeuge in Intervallen von einer Minute.[20]
- Ein Fahrer starb am 20. November beim Training zum Vanderbilt Cup.[24]
- Mit sieben Starts war Ralph DePalma der Fahrer mit den meisten Starts.

## Bester Fahrer
Harvey Herrick wurde von der Zeitschrift Motor Age zum besten Fahrer des Jahres gewählt. 1927 wurden für mehrere Saisons rückwirkend Meisterschaften berechnet. Hier lag Ralph Mulford vorne. Diese Titel werden jedoch nicht als offiziell betrachtet.